# Таранівська сільська рада
Тарані́вська сільська́ ра́да — адміністративно-територіальна одиниця та орган місцевого самоврядування у Зміївському районі Харківської області. Адміністративний центр — село Таранівка.

## Загальні відомості
- Таранівська сільська рада утворена в 1920 році.
- Територія ради: 114,246 км²
- Населення ради: 6 181 особа (станом на 2001 рік)

## Населені пункти
Сільській раді підпорядковані населені пункти:
- с. Таранівка
- с-ще Безпалівка
- с. Безпалівка
- с. Дудківка
- с. Жаданівка
- с. Веселе
- с. Роздольне

## Склад ради
Рада складається з 30 депутатів та голови.
- Голова ради: Чередник Юрій Володимирович
- Секретар ради: Найдьон Марія Олексіївна

### Керівний склад попередніх скликань
| Прізвище, ім'я, по батькові | Основні відомості                                                 | Дата обрання | Дата звільнення |
| --------------------------- | ----------------------------------------------------------------- | ------------ | --------------- |
| Скляренко Віктор Іванович   | Сільський голова, 1952 року народження, безпартійний              | 26.03.2006   | 31.10.2010      |
| Чередник Юрій Володимирович | Сільський голова, 1980 року народження, освіта вища, безпартійний | 31.10.2010   |                 |

Примітка: таблиця складена за даними сайту Верховної Ради України

### Депутати
За результатами місцевих виборів 2010 року депутатами ради стали:

#### За суб'єктами висування
| Суб'єкт висування                                       | Кількість обраних депутатів | %   |
| ------------------------------------------------------- | --------------------------- | --- |
| Партія регіонів                                         | 27                          | 90  |
| Самовисування                                           | 2                           | 6,7 |
| Політична партія Всеукраїнське об'єднання «Батьківщина» | 1                           | 3,3 |

#### За округами
| № округу                                                | Прізвище, ім'я, по батькові     | Дата визнання обраним | Освіта             | Партійна приналежність | Відомості про обраного депутата                                                             |
| ------------------------------------------------------- | ------------------------------- | --------------------- | ------------------ | ---------------------- | ------------------------------------------------------------------------------------------- |
| Партія регіонів                                         |                                 |                       |                    |                        |                                                                                             |
| 1                                                       | Горобець Олександр Іванович     | 15.11.2010            | вища               | позапартійний          | ПАТ Компанія «Райз» Харківська філія, менеджер                                              |
| 3                                                       | Тунік Галина Григорівна         | 03.11.2010            | вища               | член Партії регіонів   | пенсіонер                                                                                   |
| 4                                                       | Омельченко Ніна Олександрівна   | 03.11.2010            | вища               | член Партії регіонів   | пенсіонер                                                                                   |
| 5                                                       | Яценко Валентина Анатоліївна    | 03.11.2010            | середня            | член Партії регіонів   | Залізнична лікарня м. Харків, молодша медичне сестра                                        |
| 6                                                       | Жаботинська Наталія Григорівна  | 03.11.2010            | середня            | член Партії регіонів   | Таранівська сільська рада, техпрацівник                                                     |
| 7                                                       | Пальваль Марина Володимирівна   | 03.11.2010            | вища               | член Партії регіонів   | Таранівська амбулаторія ЗПСМ, акушер                                                        |
| 8                                                       | Васюра Тетяна Василівна         | 03.11.2010            | вища               | позапартійна           | Таранівська сільська рада, землевпорядник                                                   |
| 9                                                       | Шемет Юрій Володимирович        | 03.11.2010            | середня            | позапартійний          | Прикордонний загін м. Харків, інспектор ПС                                                  |
| 10                                                      | Золотопуп Наталія Вікторівна    | 03.11.2010            | вища               | член Партії регіонів   | Харківський електромеханічний технікум транспортного машинобудівництва, заступник директора |
| 11                                                      | Яковлєв Юрій Михайлович         | 03.11.2010            | середня            | член Партії регіонів   | Таранівська амбулаторія ЗПСМ, водій                                                         |
| 12                                                      | Коломієць Ольга Михайлівна      | 03.11.2010            | середня            | член Партії регіонів   | Таранівська загальноосвітня школа І-ІІІ ст., лаборант                                       |
| 13                                                      | Рибак Тетяна Геннадіївна        | 03.11.2010            | вища               | член Партії регіонів   | Таранівська сільська рада, діловод                                                          |
| 14                                                      | Ладоня Юлія Юріївна             | 03.11.2010            | вища               | член Партії регіонів   | Зміївська РДА, соціальний працівник терцентру соціального обслуговування                    |
| 16                                                      | Найдьон Марія Олексіївна        | 03.11.2010            | вища               | член Партії регіонів   | Таранівська сільська рада, спеціаліст І категорії                                           |
| 17                                                      | Пуголовок Євген Анатолійович    | 03.11.2010            | середня спеціальна | член Партії регіонів   | Локомотивне депо «Харків-сортувальний» ТЧ 10, машиніст тепловоза                            |
| 18                                                      | Шеховцова Наталія В'ячеславівна | 03.11.2010            | середня спеціальна | член Партії регіонів   | Таранівська загальноосвітня школа І-ІІІ ст., шеф-кухар                                      |
| 19                                                      | Мовин Євгеній Олександрович     | 03.11.2010            | середня            | член Партії регіонів   | ПФ «Мжа», директор                                                                          |
| 21                                                      | Щербина Олена Олексіївна        | 03.11.2010            | середня            | член Партії регіонів   | Харківський метрополітен, чергова по залу                                                   |
| 22                                                      | Макаренко Наталія Миколаївна    | 03.11.2010            | середня            | член Партії регіонів   | тимчасово не працює                                                                         |
| 23                                                      | Шелест Юрій Іванович            | 03.11.2010            | середня            | член Партії регіонів   | ФОП «Шелест»                                                                                |
| 24                                                      | Брагіна Зоя Борисівна           | 03.11.2010            | вища               | позапартійна           | Таранівська сільська рада, секретар                                                         |
| 25                                                      | Біловицька Світлана Сергіївна   | 03.11.2010            | середня            | член Партії регіонів   | тимчасово не працює                                                                         |
| 26                                                      | Полулях Олександр Володимирович | 03.11.2010            | середня            | член Партії регіонів   | ПП «Грепан», слюсар                                                                         |
| 27                                                      | Тяжлов Микола Петрович          | 03.11.2010            | вища               | член Партії регіонів   | Ватажно-грузове депо «Харків-сортувальний», олядач -ремо-нтник вагонів                      |
| 28                                                      | Лаврунов Олександр Анатолійович | 03.11.2010            | середня            | член Партії регіонів   | Фірма «Вєрітел Мануфактура», оператор мотально-крутильного обладнання                       |
| 29                                                      | Погребченко Наталія Анатоліївна | 03.11.2010            | вища               | член Партії регіонів   | Таранівська амбулаторія ЗПСМ, прибиральниця службових приміщень                             |
| 30                                                      | Зиков Володимир Петрович        | 03.11.2010            | вища               | позапартійний          | ДППП «Роздольне», директор                                                                  |
| Політична партія Всеукраїнське об'єднання «Батьківщина» |                                 |                       |                    |                        |                                                                                             |
| 20                                                      | Лазуренко Олександр Федорович   | 03.11.2010            | середня            | позапартійний          | ФОП «Лазуренко О. Ф.»                                                                       |
| Самовисування                                           |                                 |                       |                    |                        |                                                                                             |
| 2                                                       | Ткаченко Вікторія Олексіївна    | 03.11.2010            | середня            | член Партії регіонів   | ФОП «Ілліченко В. В.», товарознавець, адміністратор залу                                    |
| 15                                                      | Черкаський Олександр Михайлович | 03.11.2010            | вища               | позапартійний          | ІОБУААН, молодший наукова співробітник                                                      |